# Сказка о прекрасной Айсулу
«Сказка о прекрасной Айсулу» — советский художественный фильм-сказка, снятый в 1987 году режиссёрами Рустемом Тажибаевым и Виктором Чугуновым на киностудии «Казахфильм» на основе казахской народной сказки «Три брата и прекрасная Айслу».
Премьера фильма состоялась 30 декабря 1987 года.

## Сюжет
Молодой хан Таукель влюбляется в прекрасную Айсулу и женится на ней, но злобная сестра хана строит интриги и похищает их детей. Айсулу теряет разум, но её волшебная сила помогает спасти семью и вернуться к любимому мужу.

## В ролях
- Сауле Жумартова — Айсулу
- Саги Ашимов — хан Таукель
- Кенес Нурланов — Жаксыгельды
- Раиса Мухамедьярова — Карашаш
- Булат Аюханов — Табиб, молодой шайтан
- Байтен Омаров — жрец
- Димаш Ахимов — Юсуф
- Нуржуман Ихтымбаев — отец, старый шайтан
- Меруерт Утекешева — мать
- Тунгышбай Джаманкулов — Даулбайжирау
- Камал Кармысов — визирь
- Сайдаль Абылгазин — визирь
- Танат Жайлибеков — визирь
- Рахметбай Тлеубаев — военачальник
- А. Исмаилов — военачальник
- Оразхан Кенебаев — военачальник
- Айтжан Айдарбеков — советник
- Жумабай Медетбаев — советник
- Шахан Мусин — советник
- Касым Жакибаев — лекарь
- Кудайберген Султанбаев — лекарь
- Михаил Ан — лекарь
- Данияр Абдыкалыков — мальчик
- Балауса Абдыманапова — девочка
- Бибиза Кулумбаева — старуха из аула

В эпизодах:
- Уайс Султангазин
- Тамара Косубаева — придворная
- Гульнизат Омарова — придворная
- И. Оспанов
- Куляй Мураталиева
- Байкенже Бельбаев
- Тимур Макажанов
- Руслан Исламов
- Нурлан Унербаев
- Сакен Ракишев
- Исхар Кишанло
- Фатых Джалилов

## Съёмочная группа
- Авторы сценария: Нина Давыдова, Рустем Тажибаев, Виктор Чугунов
- Режиссёры-постановщики: Рустем Тажибаев, Виктор Чугунов
- Оператор-постановщик: Алексей Беркович
- Художник-постановщик: Владимир Трапезников
- Композитор: Байгали Серкебаев
- Звукооператор: Андрей Влазнев
- Режиссёр: Олжабай Мусабеков
- Оператор: Алексей Чугунов
- Костюмы: Алмас Ордабаев, Людмила Трахтенберг
- Гримёр: Нина Масленникова
- Монтажёр: Надежда Новицкая
- Ассистенты режиссёра: Р. Акбердиева, Р. Мейрманова
- Ассистенты оператора: С. Беспрозванных, В. Чемендряков
- Комбинированные съёмки:
  - Операторы: Николай Носов, А. Ананин
  - Художник: А. Жуков
- Художник-фотограф: Н. Постников
- Мастер по свету: Б. Ионов
- Цветоустановщица: Наталья Соколова
- Консультант: А. Ордабаев
- Музыкальный редактор: Айкен Кутабаева
- Редактор: Зауреш Ергалиева
- Административная группа: О. Айтикенов, Е. Шевердук
- Директор картины: Светлана Трясунова
- Эстрадно-симфонический оркестр под управлением Эдуарда Богушевского